# Storflärken (Hällesjö socken, Jämtland)
Storflärken är en sjö i Bräcke kommun i Jämtland och ingår i Ljungans huvudavrinningsområde. Sjön har en area på 0,137 kvadratkilometer och ligger 302,6 meter över havet. Sjön avvattnas av vattendraget Söån.

## Delavrinningsområde
Storflärken ingår i det delavrinningsområde (697026-152747) som SMHI kallar för Utloppet av Storflärken. Medelhöjden är 311 meter över havet och ytan är 1,1 kvadratkilometer. Räknas de 6 avrinningsområdena uppströms in blir den ackumulerade arean 48,21 kvadratkilometer. Söån som avvattnar avrinningsområdet har biflödesordning 4, vilket innebär att vattnet flödar genom totalt 4 vattendrag innan det når havet efter 127 kilometer. Avrinningsområdet består mestadels av skog (68 procent) och sankmarker (20 procent). Avrinningsområdet har 0,13 kvadratkilometer vattenytor vilket ger det en sjöprocent på 12,3 procent.